# Suzana Herculano-Houzel
Suzana Herculano-Houzel es una neurocientifica brasileña. Su campo principal de trabajo es la neuroanatomía comparada; sus hallazgos incluyen un método de contar las neuronas de los cerebros de humanos y otros animales y la relación entre el área de la corteza cerebral y el grosor y número de los pliegues corticales.

## Biografía
Suzana Herculano-Houzel nació en 1972 en Río de Janeiro. Graduada en Biología de la Universidad Federal de Río de Janeiro (UFRJ) (1992), consiguió su título de maestría en la Universidad Case de la Reserva Occidental, un doctorado en la Universidad VI de París (1995) y su posdoctorado en el Sociedad Max planck (1999), todo en neurociencia.
Herculano-Houzel fue miembro de facultad en la Universidad Federal de Río de Janeiro desde 2002 hasta mayo de 2016, cuándo se trasladó para unirse a la Universidad Vanderbilt .
Publicó libros de popularización de la ciencia y escribe columnas para el diario Folha de S.Paulo y la revista de Scientific American Brazil (Brasil americana Científica). Ella fue la primera oradora brasileña en TED Global en 2013.
Ganó el Premio José Reis de Divulgación Científica en 2004.

## Publicaciones
- Ventaja humana: Un Nuevo Entendimiento de Cómo Nuestro Cerebro se vuelve Notable. Editor: El Mit Prensa; (2016). ISBN 0262034255